# Хорошая (Калужская область)
Хорошая —  деревня в Медынском районе Калужской области России. Входит в состав сельского поселения «Деревня Михальчуково».

## География
Расположена на реке Городенка, у автодороги А-130. Рядом — Выдровка и Радюкино.

## История
В 1782 году деревня Хорошая на 20 дворов и 212 крестьянских душ принадлежала Ивану Михайловичу Самарину.
По данным на 1859 год, Хорошая (Выдровка) — владельческая деревня при речке Городёнке в 10 верстах от Медыни по правую сторону Московско-Варшавского шоссе. В ней 39 дворов и 247 жителей.
После реформ 1861 года вошла в Богдановскую волость. Население в 1892 году (вместе с Выдровкой) — 296 человек, в 1913 году — 283 человека. В XX веке в деревне открылась земская школа.

## Население
| 2002 | 2010 |
| ---- | ---- |
| 16   | ↘5   |